# Alim le tanneur
Pour les articles homonymes, voir Alim.

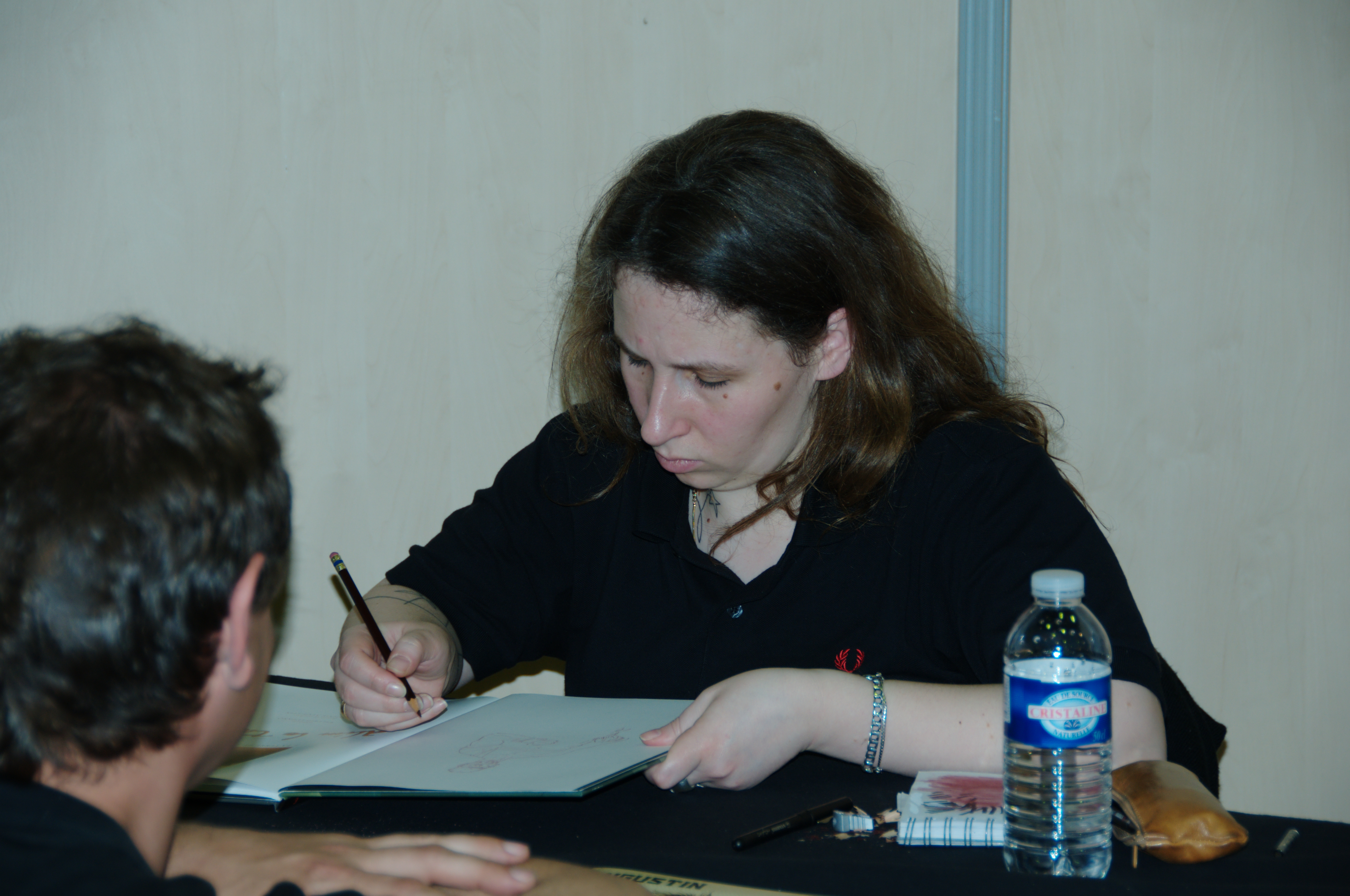
Virginie Augustin au festival de bande dessinée de Mandelieu en 2008

Alim le tanneur est une série de bande dessinée d'heroic fantasy écrite par Wilfried Lupano et dessiné par Virginie Augustin. Ses quatre volumes ont été publiés par Delcourt entre 2004 et 2009.

## Résumé
Autrefois les hommes souffraient, abandonnés par les dieux et menacés de toute part. Un homme, Jésameth, décida de braver l'océan qui délimitait le monde connu, prétextant que les Dieux qui avaient oublié l'humanité vivaient sur une île par delà cette étendue d'eau infinie. Armé d'un torque, d'un casque et d'un glaive forgés spécialement pour lui afin qu'il soit digne de se présenter devant les dieux, il brava l'océan et finit par atteindre l'île ou il rappela aux divinités l'existence des hommes, qu'elles avaient oubliés. Les hommes comprirent alors que les dieux se souvenait d'eux, grâce à Jésameth. C'est sur cette doctrine que l'empire Jésamethain s'est fondé, dirigé par sa sainte église et cherchant à convertir tous les hommes à leur religion, religion qui interdit notamment de souiller les domaines sacrés que sont le ciel et la mer, que ce soit avec des jouets (cerfs-volants) ou des bateaux. L'empire est basé sur un système complexe de caste, et ses religieux ont tous les pouvoirs, louant leur sauveur en sacrifiant les « barbares » des territoires conquis dans leur soif d'expansion et de richesses.
Des siècles plus tard, Alim est un « hors-caste », un des êtres les plus misérables de l'empire, traités plus bas que terre par tous les autres citoyens. Il est tanneur et fabrique des ornements à partir de la peau des sirènes tueuses, énormes créatures marines peuplant l'océan, et il vit à Bramhalem, la capitale de l'empire. Sa vie est dure, mais simple, avec sa fille de quatre ans, Bul, et son beau-père. À la veille des célébrations commémorant le départ du prophète Jésameth et son arrivée auprès des dieux, une sirène tueuse très âgée s'échoue sur la plage de Bramhalem, et Alim est chargé de débarrasser la plage en s'occupant de la carcasse. En la dépeçant, Bul découvre trois objets, un torque, un heaume et un sabre, caché dans la panse de l'animal. Alim demande conseil à son beau-père pour savoir quoi faire de ces objets, qui sont identiques à ceux que le prophète était censé avoir emporté avec lui dans son voyage, et son beau-père lui conseille de se taire car cette découverte remet en question toute l'histoire de l'empire: le prophète n'aurait jamais atteint l'île des dieux et serait mort dévoré par une sirène tueuse.
Malgré tout, après que Bul ait sans le vouloir parlé de sa découverte, elle et son père sont arrêtés et condamnés à être exécutés, mais Pépé, le grand-père de la famille, les sauve en profitant de la crédulité d'un garde et en utilisant les trois artéfacts. Dès lors, la famille fuit Bramhalem, où elle est taxée d'hérésie et est poursuivie par l'armée de Torq Djihid, le chef de guerre le plus fanatique et le plus dévoué à l'empire. Commence alors une longue histoire de souffrances et de fuite, la petite famille cherchant a échapper à l'empire et à ses croyants fanatiques.

## Albums
- Alim le tanneur, Delcourt, coll. « Terres de Légendes » :

1. Le Secret des eaux, 2004  (ISBN 284789103X)[1],[2].
2. Le Vent de l'exil, 2006  (ISBN 2847899464)[3],[4],[5].
3. La Terre du prophète pâle, 2007  (ISBN 9782756003696)[6].
4. Là où brûlent les regards, 2009  (ISBN 9782756012643)[7].

- Alim le tanneur : Édition intégrale, Delcourt, coll. « Long Métrage », 2012  (ISBN 9782756031125).